# Erdinger
Erdinger Weissbräu er et tysk bryggeri som laver weissbier, (hvedeøl).
Bryggeriet ligger i byen Erding i Bayern, og blev grundlagt i 1886. Med en årlig produktion på mere end 1,53 millioner hektoliter er det verdens største hvedeølsbryggeri. Øllet bliver udelukkende produceret i Erding, da bryggeriet ikke giver produktionslicenser.
Bryggeriet er privatejet af familien Brombach.

## Øltyper
- Erdinger Hefe – klassisk weissbier, 5,3% vol.
- Erdinger Dunkel – dunkelweizen, mørk og fyldigere end Hefeweizen, 5,6% vol.
- Erdinger Kristallklar – en filtreret Hefeweizen variant, 5,3% vol.
- Erdinger Champ – lys weissbier med lavere alkoholprocent, 4,7% vol.
- Erdinger Pikantus – bock weissbier, 7,3% vol.
- Erdinger Urweisse – brygget efter 120 år gammel opskrift, 5,2% vol.
- Erdinger Oktoberfestbier – sæsonøl. En fyldig og blød weissbier. 5,7% vol.
- Erdinger Weissbier Alkoholfrei – Alkoholfri weissbier, 0,4% vol.

Alle øltyperne bliver fremstillet ved flaskegæring.

## Ekstern henvisning
- Erdingers hjemmeside Arkiveret 30. december 2010 hos  Wayback Machine
- Hjemmeside for Erdinger Urweisse Arkiveret 20. oktober 2008 hos  Wayback Machine

48°18′24″N 11°54′26″Ø / 48.30667°N 11.90722°Ø